# Přemysl von Mähren
Přemysl von Mähren (auch Przemysl, * um 1209; † 16. Oktober 1239) war Markgraf von Mähren.

## Leben
Přemysl war der jüngste Sohn des böhmischen Königs Ottokar I. Přemysl aus dem Geschlecht der Přemysliden und der Konstanze von Ungarn aus dem Geschlecht der Arpaden.
Er konkurrierte sein ganzes Leben lang mit seinem älteren Bruder, dem König Wenzel I. von Böhmen. Dessen Entscheidungen, dessen Königswürde und Oberherrschaft  er nie ernsthaft anerkannte. 1233 unterstützte er den Babenberger Herzog Friedrich "den Streitbaren" von Österreich im Kampf gegen den böhmischen König. Die Feindseligkeiten endeten mit einer Niederlage für Přemysl. Dank der Vermittlung der Mutter verzieh Wenzel I. seinem Bruder. Aber schon 1237 erhob sich Přemysl erneut gegen den König der Böhmen. Die neuerliche Erhebung endete abermals mit einer Niederlage. Přemysl floh 1238 nach Ungarn, erhielt aber auf Fürsprache von König Bela IV. einen Teil seiner Lehen zurück. Ein Jahr darauf (1239) starb Přemysl.
Aus seiner Ehe mit Margarete von Meranien, der jüngeren Tochter des Herzogs Otto I. von Andechs-Diessen sind keine Nachkommen bekannt.